# Temporada 2021 de Deutsche Tourenwagen Masters
La temporada 2021 de Deutsche Tourenwagen Masters fue la edición número 22 de dicho campeonato desde su reaparición en el año 2000. Inició en junio y finalizó en octubre.
Maximilian Götz ganó el título de pilotos al ganar las dos carreras de la última ronda.

## Equipos y pilotos
| Fabricante    | Automóvil                   | Equipo                             | N.º | Pilotos               | Estado | Rondas   |
| ------------- | --------------------------- | ---------------------------------- | --- | --------------------- | ------ | -------- |
| Audi          | Audi R8 LMS Evo             | Team Abt Sportsline                | 3   | Kelvin van der Linde  |        | Todas    |
| Audi          | Audi R8 LMS Evo             | Team Abt Sportsline                | 9   | Mike Rockenfeller     |        | Todas    |
| Audi          | Audi R8 LMS Evo             | Team Abt Sportsline                | 37  | Lucas di Grassi       | I      | 7-8      |
| Audi          | Audi R8 LMS Evo             | Team Rosberg                       | 12  | Dev Gore              |        | 1-3, 5-8 |
| Audi          | Audi R8 LMS Evo             | Team Rosberg                       | 12  | Christopher Haase     |        | 4        |
| Audi          | Audi R8 LMS Evo             | Team Rosberg                       | 51  | Nico Müller           |        | Todas    |
| Audi          | Audi R8 LMS Evo             | Team Abt                           | 99  | Sophia Flörsch        | J      | 1-3, 5-8 |
| Audi          | Audi R8 LMS Evo             | Team Abt                           | 99  | Markus Winkelhock     |        | 4        |
| BMW           | BMW M6 GT3                  | Walkenhorst Motorsport             | 11  | Marco Wittmann        |        | Todas    |
| BMW           | BMW M6 GT3                  | ROWE Racing                        | 16  | Timo Glock            |        | Todas    |
| BMW           | BMW M6 GT3                  | ROWE Racing                        | 31  | Sheldon van der Linde | J      | Todas    |
| Ferrari       | Ferrari 488 GT3             | AlphaTauri AF Corse                | 23  | Alexander Albon       |        | 1-7      |
| Ferrari       | Ferrari 488 GT3             | AlphaTauri AF Corse                | 23  | Nick Cassidy          |        | 8        |
| Ferrari       | Ferrari 488 GT3             | Red Bull AF Corse                  | 30  | Liam Lawson           | J      | Todas    |
| Lamborghini   | Lamborghini Huracán GT3 Evo | T3 Motorsport                      | 10  | Esteban Muth          | J      | Todas    |
| Lamborghini   | Lamborghini Huracán GT3 Evo | T3 Motorsport                      | 26  | Esmee Hawkey          |        | Todas    |
| Lamborghini   | Lamborghini Huracán GT3 Evo | T3 Motorsport                      | 63  | Mirko Bortolotti      | I      | 6        |
| Lamborghini   | Lamborghini Huracán GT3 Evo | T3 Motorsport                      | 71  | Maximilian Paul       | I      | 5        |
| McLaren       | McLaren 720S GTR            | JP Motorsport                      | 15  | Christian Klien       | I      | 3-4, 6   |
| Mercedes-Benz | Mercedes-AMG GT3 Evo        | Mercedes-AMG Team HRT              | 4   | Maximilian Götz       |        | Todas    |
| Mercedes-Benz | Mercedes-AMG GT3 Evo        | Mercedes-AMG Team HRT              | 5   | Vincent Abril         |        | Todas    |
| Mercedes-Benz | Mercedes-AMG GT3 Evo        | Mercedes-AMG Team HRT              | 6   | Hubert Haupt          | I      | 4, 7     |
| Mercedes-Benz | Mercedes-AMG GT3 Evo        | Mercedes-AMG Team Toksport WRT     | 7   | Luca Stolz            | I      | 4        |
| Mercedes-Benz | Mercedes-AMG GT3 Evo        | Mercedes-AMG Team GruppeM Racing   | 8   | Daniel Juncadella     |        | Todas    |
| Mercedes-Benz | Mercedes-AMG GT3 Evo        | Mercedes-AMG Team Mücke Motorsport | 18  | Maximilian Buhk       |        | 1-6, 8   |
| Mercedes-Benz | Mercedes-AMG GT3 Evo        | Mercedes-AMG Team Mücke Motorsport | 18  | Marvin Dienst         |        | 7        |
| Mercedes-Benz | Mercedes-AMG GT3 Evo        | Mercedes-AMG Team Winward          | 22  | Lucas Auer            |        | Todas    |
| Mercedes-Benz | Mercedes-AMG GT3 Evo        | Mercedes-AMG Team Winward          | 57  | Philip Ellis          |        | Todas    |
| Mercedes-Benz | Mercedes-AMG GT3 Evo        | Mercedes-AMG Team GetSpeed         | 36  | Arjun Maini           |        | Todas    |
| Porsche       | Porsche 911 GT3 R           | SSR Performance                    | 92  | Michael Ammermüller   | I      | 4        |

| Icono | Leyenda  |
| ----- | -------- |
| J     | Júnior   |
| I     | Invitado |

### Cambios de marcas
- Con el cambio del reglamento, Mercedes-Benz regresa al DTM después de dos años de ausencia.
- Ferrari, Lamborghini y McLaren debutan en la categoría.

### Cambios de equipos
- GruppeM Racing, AF Corse, ROWE Racing, Winward Motorsport, JP Motorsport, GetSpeed Performance y Haupt Racing Team, equipos que antes han competido en GT3, se unen a la serie por primera vez.
- Mücke Motorsport vuelve a la categoría tras competir por última vez en 2016.
- Team Phoenix, WRT, Racing Bart Mampaey y ART dejan el campeonato.

### Cambios de pilotos
- Alexander Albon se une a la categoría junto a Red Bull Racing tras estar dos años en la Fórmula 1. Su compañero será Liam Lawson, proveniente del Campeonato de Fórmula 3 de la FIA. Nick Cassidy ocupará el asiento del tailandés cuando este esté comprometido como piloto de reserva de F1.[16]
- Sophia Flörsch, proveniente de Fórmula 3, será piloto de Abt Sportsline.[8]
- Kelvin van der Linde, hermano de Sheldon van der Linde y proveniente del ADAC GT Masters y Blancpain GT Series, debuta en el DTM.[34]
- Christian Klien, quien pilotó para JP Motorsport en International GT Open y Blancpain GT Series y fue piloto en Fórmula 1 en la década del 2000, debutará en DTM con dicho equipo.[35]
- Arjun Maini, expiloto de F2 y ALMS, debutará junto a GetSpeed Performance.[36]
- Maximilian Götz y Vincent Abril correrán para Haupt Racing Team. Götz vuelve al DTM tras correr en 2015 y 2016.[37]
- Dev Gore y Philip Ellis también se estrenarán en la categoría.[38]
- Daniel Juncadella vuelve al DTM tras un año de ausencia.[39]
- El bicampeón Gary Paffett vuelve a la categoría tras dos años ausente.[40]
- El tricampeón René Rast dejó el DTM para correr en Fórmula E.[41]
- Robin Frijns, Loïc Duval, Jamie Green, Harrison Newey, Fabio Scherer, Ferdinand von Habsburg, Philipp Eng y Robert Kubica[42] también dejan el campeonato.

## Calendario
| Ronda    | Ronda | Circuito                            | Fecha            |
| -------- | ----- | ----------------------------------- | ---------------- |
| 1        | C1    | Autodromo Nazionale di Monza, Monza | 19 de junio      |
| 1        | C2    | Autodromo Nazionale di Monza, Monza | 20 de junio      |
| 2        | C1    | EuroSpeedway Lausitz, Klettwitz     | 24 de julio      |
| 2        | C2    | EuroSpeedway Lausitz, Klettwitz     | 25 de julio      |
| 3        | C1    | Circuito de Zolder, Heusden-Zolder  | 7 de agosto      |
| 3        | C2    | Circuito de Zolder, Heusden-Zolder  | 8 de agosto      |
| 4        | C1    | Nürburgring, Nürburg                | 21 de agosto     |
| 4        | C2    | Nürburgring, Nürburg                | 22 de agosto     |
| 5        | C1    | Red Bull Ring, Spielberg            | 4 de septiembre  |
| 5        | C2    | Red Bull Ring, Spielberg            | 5 de septiembre  |
| 6        | C1    | Circuito de Assen, Assen            | 18 de septiembre |
| 6        | C2    | Circuito de Assen, Assen            | 19 de septiembre |
| 7        | C1    | Hockenheimring, Hockenheim          | 2 de octubre     |
| 7        | C2    | Hockenheimring, Hockenheim          | 3 de octubre     |
| 8        | C1    | Norisring, Núremberg                | 9 de octubre     |
| 8        | C2    | Norisring, Núremberg                | 10 de octubre    |
| Fuentes: |       |                                     |                  |

## Resultados
| Ronda   | Ronda | Ronda       | Pole position         | Vuelta rápida         | Piloto ganador       | Equipo ganador            | Fabricante ganador |
| ------- | ----- | ----------- | --------------------- | --------------------- | -------------------- | ------------------------- | ------------------ |
| 1       | C1    | Monza       | Vincent Abril         | Liam Lawson           | Liam Lawson          | Red Bull AF Corse         | Ferrari            |
| 1       | C2    | Monza       | Kelvin van der Linde  | Lucas Auer            | Kelvin van der Linde | Team Abt Sportsline       | Audi               |
| 2       | C1    | Lausitz     | Sheldon van der Linde | Sheldon van der Linde | Philip Ellis         | Mercedes-AMG Team Winward | Mercedes-AMG       |
| 2       | C2    | Lausitz     | Philip Ellis          | Kelvin van der Linde  | Maximilian Götz      | Mercedes-AMG Team HRT     | Mercedes-AMG       |
| 3       | C1    | Zolder      | Kelvin van der Linde  | Alexander Albon       | Kelvin van der Linde | Team Abt Sportsline       | Audi               |
| 3       | C2    | Zolder      | Marco Wittmann        | Nico Müller           | Marco Wittmann       | Walkenhorst Motorsport    | BMW                |
| 4       | C1    | Nürburgring | Kelvin van der Linde  | Kelvin van der Linde  | Kelvin van der Linde | Team Abt Sportsline       | Audi               |
| 4       | C2    | Nürburgring | Alexander Albon       | Christopher Haase     | Alexander Albon      | AlphaTauri AF Corse       | Ferrari            |
| 5       | C1    | Spielberg   | Liam Lawson           | Esteban Muth          | Liam Lawson          | Red Bull AF Corse         | Ferrari            |
| 5       | C2    | Spielberg   | Marco Wittmann        | Marco Wittmann        | Liam Lawson          | Red Bull AF Corse         | Ferrari            |
| 6       | C1    | Assen       | Liam Lawson           | Mirko Bortolotti      | Marco Wittmann       | Walkenhorst Motorsport    | BMW                |
| 6       | C2    | Assen       | Lucas Auer            | Mike Rockenfeller     | Lucas Auer           | Mercedes-AMG Team Winward | Mercedes-AMG       |
| 7       | C1    | Hockenheim  | Kelvin van der Linde  | Alexander Albon       | Kelvin van der Linde | Team Abt Sportsline       | Audi               |
| 7       | C2    | Hockenheim  | Kelvin van der Linde  | Alexander Albon       | Lucas Auer           | Mercedes-AMG Team Winward | Mercedes-AMG       |
| 8       | C1    | Norisring   | Liam Lawson           | Nico Müller           | Maximilian Götz      | Mercedes-AMG Team HRT     | Mercedes-AMG       |
| 8       | C2    | Norisring   | Liam Lawson           | Nick Cassidy          | Maximilian Götz      | Mercedes-AMG Team HRT     | Mercedes-AMG       |
| Fuente: |       |             |                       |                       |                      |                           |                    |

## Clasificaciones

### Sistema de puntuación
Carrera
| Posición | 1.º | 2.º | 3.º | 4.º | 5.º | 6.º | 7.º | 8.º | 9.º | 10.º |
| Puntos   | 25  | 18  | 15  | 12  | 10  | 8   | 6   | 4   | 2   | 1    |

Clasificación
| Posición | 1.º | 2.º | 3.º |
| Puntos   | 3   | 2   | 1   |

### Campeonato de Pilotos
| Pos.                                            | Piloto                | MNZ | MNZ | LAU | LAU | ZOL | ZOL | NÜR | NÜR | RBR | RBR  | ASS | ASS | HOC  | HOC | NOR | NOR | Puntos |
| ----------------------------------------------- | --------------------- | --- | --- | --- | --- | --- | --- | --- | --- | --- | ---- | --- | --- | ---- | --- | --- | --- | ------ |
| 1                                               | Maximilian Götz       | 23  | 10  | Ret | 13  | 72  | 2   | 4   | 4   | 2   | 3    | 43  | 6   | 5    | 3   | 1   | 1   | 230    |
| 2                                               | Liam Lawson           | 1   | 132 | 2   | 2   | Ret | 3   | 13  | Ret | 1   | 12   | 31  | 23  | 43   | 2   | 31  | NC1 | 227    |
| 3                                               | Kelvin van der Linde  | 4   | 1   | 42  | 3   | 1   | 8   | 1   | Ret | 5   | 6    | 12  | 4   | 1    | 101 | 42  | 172 | 208    |
| 4                                               | Marco Wittmann        | 8   | 5   | 7   | 6   | 53  | 1   | 53  | 3   | 7   | 21   | 12  | 32  | Ret  | 11  | 12  | 7   | 171    |
| 5                                               | Lucas Auer            | 122 | 3   | 6   | 9   | 9   | 52  | 11  | 6   | 8   | 5    | 10  | 1   | Ret2 | 12  | 63  | 2   | 152    |
| 6                                               | Alexander Albon       | 3   | 7   | 5   | 11  | 3   | 6   | Ret | 1   | 4   | 17   | Ret | 5   | 2    | 6   |     |     | 130    |
| 7                                               | Philip Ellis          | Ret | 6   | 1   | 41  | 8   | 16  | 2   | Ret | 3   | 4    | 7   | 12  | 7    | 4   | 10  | 10  | 129    |
| 8                                               | Mike Rockenfeller     | 9   | 8   | 3   | 8   | 2   | 103 | 3   | Ret | 15  | Ret  | 13  | 11  | 3    | 15  | Ret | 4   | 89     |
| 9                                               | Daniel Juncadella     | 51  | 11  | Ret | 7   | Ret | 12  | 8   | 2   | 11  | 12   | Ret | Ret | 6    | 5   | 7   | 5   | 77     |
| 10                                              | Nico Müller           | 7   | 2   | 13  | 10  | 10  | 4   | 7   | 9   | Ret | 14   | Ret | 8   | Ret  | 12  | 8   | 15  | 56     |
| 11                                              | Sheldon van der Linde | 11  | 43  | 91  | 5   | 16  | 7   | 6   | Ret | Ret | Ret3 | 6   | Ret | Ret  | Ret | Ret | 16  | 55     |
| 12                                              | Arjun Maini           | 13  | Ret | Ret | 12  | Ret | DNS | 10  | 13  | 63  | 7    | Ret | 13  | Ret  | 83  | 2   | 6   | 48     |
| 13                                              | Esteban Muth          | 10  | 9   | 8   | Ret | 6   | 9   | 14  | 5   | 14  | 13   | 8   | 10  | 8    | Ret | 11  | Ret | 41     |
| 14                                              | Vincent Abril         | DSQ | DSQ | Ret | 14  | 4   | Ret | 12  | 8   | 9   | 8    | Ret | 9   | 9    | 9   | 14  | 8   | 34     |
| 15                                              | Maximilian Buhk       | 6   | 12  | 10  | 18  | Ret | 11  | Ret | Ret | 12  | 9    | Ret | 15  |      |     | 9   | 3   | 28     |
| 16                                              | Nick Cassidy          |     |     |     |     |     |     |     |     |     |      |     |     |      |     | 5   | 133 | 11     |
| 17                                              | Timo Glock            | 16  | Ret | 11  | 13  | 11  | 17  | 19  | 7   | 10  | 10   | Ret | 14  | 10   | 14  | Ret | 11  | 9      |
| 18                                              | Sophia Flörsch        | 15  | 15  | Ret | 15  | 15  | Ret |     |     | 17  | 15   | 9   | 16  | 12   | Ret | 13  | 9   | 8      |
| 19                                              | Marvin Dienst         |     |     |     |     |     |     |     |     |     |      |     |     | 11   | 7   |     |     | 6      |
| 20                                              | Esmee Hawkey          | 14  | 16  | Ret | 16  | 13  | 13  | 17  | 11  | 16  | 16   | 11  | Ret | 14   | 16  | Ret | Ret | 2      |
| 21                                              | Christopher Haase     |     |     |     |     |     |     | Ret | 10  |     |      |     |     |      |     |     |     | 1      |
| 22                                              | Dev Gore              | Ret | 14  | 12  | 17  | 14  | 15  |     |     | Ret | Ret  | DNS | 17  | 16   | 17  | 16  | 14  | 0      |
| 23                                              | Markus Winkelhock     |     |     |     |     |     |     | 16  | 14  |     |      |     |     |      |     |     |     | 0      |
| Pilotos invitados inelegibles para sumar puntos |                       |     |     |     |     |     |     |     |     |     |      |     |     |      |     |     |     |        |
|                                                 | Mirko Bortolotti      |     |     |     |     |     |     |     |     |     |      | 2   | 7   |      |     |     |     |        |
|                                                 | Christian Klien       |     |     |     |     | 12  | 14  | 15  | 12  |     |      | 5   | Ret |      |     |     |     |        |
|                                                 | Luca Stolz            |     |     |     |     |     |     | 9   | Ret |     |      |     |     |      |     |     |     |        |
|                                                 | Maximilian Paul       |     |     |     |     |     |     |     |     | 13  | 11   |     |     |      |     |     |     |        |
|                                                 | Lucas di Grassi       |     |     |     |     |     |     |     |     |     |      |     |     | 15   | Ret | 15  | 12  |        |
|                                                 | Hubert Haupt          |     |     |     |     |     |     | 18  | Ret |     |      |     |     | 13   | 13  |     |     |        |
|                                                 | Michael Ammermüller   |     |     |     |     |     |     | Ret | Ret |     |      |     |     |      |     |     |     |        |
| Pos.                                            | Piloto                | MNZ | MNZ | LAU | LAU | ZOL | ZOL | NÜR | NÜR | RBR | RBR  | ASS | ASS | HOC  | HOC | NOR | NOR | Puntos |

| Color     | Resultado                                                               |
| --------- | ----------------------------------------------------------------------- |
| Oro       | Ganador                                                                 |
| Plata     | 2.ª plaza                                                               |
| Bronce    | 3.ª plaza                                                               |
| Verde     | Finalizó en los puntos                                                  |
| Azul      | Finalizó sin puntos                                                     |
| Azul      | NC - No clasificado                                                     |
| Violeta   | Ret - No terminó (Carrera)                                              |
| Rojo      | DNQ - No se clasificó                                                   |
| Negro     | DSQ - Descalificado                                                     |
| Blanco    | DNS - No empezó (carrera)                                               |
| Blanco    | WD - Retirado (fin de semana)                                           |
| Blanco    | C - Carrera cancelada                                                   |
| Sin color | DNP - Inscrito pero no participó                                        |
| Sin color | INJ - Lesionado                                                         |
| Sin color | EX - Excluido                                                           |
| Estado    | Resultado                                                               |
| Negrita   | Pole position                                                           |
| Cursiva   | Vuelta rápida                                                           |
| †         | Abandona, pero clasifica al completar el porcentaje requerido para ello |

Fuente: DTM.

### Campeonato de Equipos
| Pos. | Equipo                                | Puntos |
| ---- | ------------------------------------- | ------ |
| 1    | AlphaTauri AF Corse Red Bull AF Corse | 368    |
| 2    | Team Abt Sportsline                   | 296    |
| 3    | Mercedes-AMG Team Winward             | 281    |
| 4    | Mercedes-AMG Team HRT                 | 262    |
| 5    | Walkenhorst Motorsport                | 171    |
| 6    | Mercedes-AMG Team GruppeM Racing      | 77     |
| 7    | ROWE Racing                           | 64     |
| 8    | Team Rosberg                          | 55     |
| 9    | Mercedes-AMG Team GetSpeed            | 48     |
| 10   | T3 Motorsport                         | 48     |
| 11   | Mercedes-AMG Team Mücke Motorsport    | 34     |
| 12   | Team Abt                              | 8      |

Fuente: DTM.

### Campeonato de Fabricantes
| Pos. | Fabricante   | Puntos |
| ---- | ------------ | ------ |
| 1    | Mercedes-AMG | 617    |
| 2    | Ferrari      | 368    |
| 3    | Audi         | 359    |
| 4    | BMW          | 235    |
| 5    | Lamborghini  | 48     |

Fuente: DTM.